# Wembley
Wembley (wym. [ˈwɛmbli]) – północno-zachodnie przedmieście Londynu, znajdujące się w London Borough of Brent. Położone jest 13 kilometrów od Charing Cross.
W granicach Wembley znajduje się angielski stadion narodowy Wembley.